# Ezra Schabas
Ezra Schabas   (Nova York, 24 d'abril de 1924 - Toronto, 12 d'octubre de 2020) va ser un músic, educador i autor canadenc. Va participar activament en la vida musical del Canadà a partir del 1952, quan va emigrar de Cleveland amb la seva família. Durant la seva estada al Canadà, va ser un important educador musical, clarinetista i administrador de les institucions musicals de Toronto. Va escriure diversos llibres sobre història musical canadenca i nord-americana, i va ser nomenat membre de l'Ordre d'Ontario i nomenat membre de l'Orde del Canadà.

## Adolescència i estudis
Schabas va néixer a la ciutat de Nova York el 1924 de pares jueus, Minnie Anker i Hyman Schabas. Va assistir a la "Juilliard School" per a clarinet, on va estudiar amb el clarinetista Arthur Christmann. La interrupció de la Segona Guerra Mundial va fer que Schabas abandonés Juilliard el 1943 amb un diploma d'artista per servir amb les forces de l'exèrcit nord-americà a França i Alemanya. Mentre era a l'estranger, va assistir al Conservatori Nancy abans de tornar a Nova York el 1946.
Al seu retorn, Schabas va completar la seva llicenciatura en ciències a Juilliard el 1947, seguit d'un màster en arts a la Universitat de Colúmbia el 1948. Durant els propers anys, va estudiar en diversos llocs, inclosa l'"Eastman School of Music de Rochester", NY, el Conservatori Americà de Fontainebleau, França, a més de clarinet a Nova York amb David Weber i a París amb Gaston Hamelin. Entre 1948 i 1950, va ensenyar a la Universitat de Massachusetts i de 1950 a 1952 a la "Western Reserve University" de Cleveland, abans de traslladar-se a Toronto per ser clarinetista independent i director de concerts al "Royal Conservatory of Music". Es va convertir en ciutadà canadenc el 1967.

## Carrera
Després de traslladar-se a Toronto el 1952, Schabas es va convertir en director del "Royal Conservatory of Music", una de les institucions d'educació musical més estimades del Canadà que ha format artistes com Oscar Peterson, Glenn Gould i Sarah McLachlan. Durant els seus vuit anys de permanència al Conservatori i després, els alumnes de clarinet de Schabas van incloure a Brian Barley, Paul Grice, Howard Knopf, Timothy Maloney, Peter Smith i Patricia Wait. Com a gestor de concerts, va ajudar a trobar compromisos per a joves artistes com Jon Vickers i Lois Marshall.
El 1960, Schabas va ajudar a fundar lOrquestra Nacional de la Joventut del Canadà, una organització musical dedicada a descobrir i nodrir joves músics canadencs amb talent, i va ser el primer administrador de l'Orquestra. Aquell mateix any va ser nomenat membre de la facultat de música de la Universitat de Toronto. Es va convertir en el cap del departament de representació i òpera del 1968 al 1978. El 1966, l'Ontario Arts Council i la Federació d'Orquestres Simfòniques d'Ontario li van encarregar l'informe de lOrquestres d'Ontario, que posteriorment va servir de pla per al desenvolupament orquestral d'Ontario per a la següent trenta anys. Schabas va tornar a col·laborar amb la Ontario Arts Council el 1968 per establir el Taller de directors de la Universitat de Toronto. El 1972, Schabas va ser un dels fundadors d'Orquestres Canadà i va ser elegit el seu primer president.
Després d'haver continuat donant classes a la Facultat de Música i al Conservatori Reial de Música durant tota la seva estada a la National Youth Orchestra and Orchestras Canada, el 1978 Schabas va ser nomenat Director del Conservatori, càrrec que va ocupar fins al 1983. Durant la seva etapa com a Director, va desenvolupar programes de formació per a nens superdotats i adolescents preuniversitaris. El 1980, va llançar el Programa d'entrenament orquestral per a músics professionals al Conservatori, que va rebre finançament d'Ocupació i Immigració Canadà per ajudar els joves canadencs a trobar feina a les orquestres canadenques. Aquell mateix any va fundar l'Associació de Col·legis i Conservatoris de Música, exercint-ne el primer president del 1980 al 1984.
Schabas va seguir el seu temps com a director tornant a la facultat de música de la Universitat de Toronto el 1983, per retirar-se l'any següent. El 1985 fou nomenat professor emèrit. Des del 1987 fins al 1990, Schabas va tornar a recórrer al finançament d'Ocupació i Immigració Canadà, lOntario Arts Council i l'Associació d'Orquestres del Canadà per dirigir "Performance i comunicació musical". Aquest programa únic de formació professional de la Universitat de Toronto pretenia ajudar els músics clàssics a trobar maneres noves i millors d'atraure i comunicar-se amb el públic.

## Músic i autor
No només professor i administrador, Schabas va actuar i dirigir a Canadà, els Estats Units i l'estranger. Va treballar com a clarinetista independent per a lOrquestra CBC fins al 1960 i va tocar en diversos conjunts de Toronto, inclòs el Toronto Woodwind Quintet del 1956 al 1960. Com a educador, va parlar en conferències a Europa, Àsia, Amèrica del Sud, Canadà i als Estats Units i va ser consultor i jurat freqüents del "Canada Council for the Arts, "l'Ontario Arts Council" i "Canadian Heritage", entre d'altres. Va escriure tres biografies sobre músics i dues sobre institucions musicals, guanyant el 1995 el premi anual de llibres de la ciutat de Toronto per Sir Ernest MacMillan: The Importance of Being Canadian. Del 1996 al 1998, també va actuar com a president del "The Arts and Letters Club" de Toronto i el 2000 va ser elegit director general de l'Enciclopèdia Canadenca de la Música.

## Vida personal
Schabas vivia a Toronto i estava casat amb Ann (Fairley) Schabas, antiga degana de la Facultat de Biblioteques i Ciències de la Informació de la Universitat de Toronto. És filla de Margaret Fairley, una notable activista i escriptora canadenca, i de Barker Fairley, un artista canadenc molt respectat i acadèmic de literatura alemanya. Van tenir cinc fills: l'acadèmic William Schabas, l'exdirector mèdic de salut d'Ontario, Richard Schabas, l'acadèmica Margaret Schabas, l'executiu de transports Michael Schabas i el jutge del Tribunal Suprem d'Ontario, Paul Schabas. Tenia dotze nets i onze besnets.
Va morir a Toronto, Ontario, l'octubre del 2020, als 96 anys.

## Premis
Schabas va rebre la Medalla del Centenari Canadenc el 1967, va ser nomenat membre de l'Ordre d'Ontario el 1996 i va ser membre de l'Ordre del Canadà el 2000. El 2002 va ser nomenat becari (Honoris Causa) del Reial Conservatori Superior de Música, el Governador General li va lliurar la medalla d'or del jubileu i va ser membre de tota la vida de la "Toronto Musicians Association". El 2012 va rebre la medalla del jubileu de diamant de la reina.

## Llibres
- 1989 https://books.google.cat/books?id=yGm0AAAAIAAJ&source=gbs_similarbooks&redir_esc=y/Champaign: University of Illinois Press; ISBN 978-0-252-01610-3
- 1994 https://books.google.cat/books?id=fnLDHFT158UC&source=gbs_similarbooks&redir_esc=y/Toronto: University of Toronto Press, ISBN 978-0-8020-2849-5/(guardonat amb el premi anual de la ciutat de Toronto, 1995).
- 2000 Opera Viva: The Canadian Opera Company; The First Fifty Years/coautor amb Carl Morey, Toronto: Dundurn Press, ISBN 978-1-55002-346-6
- 2005 https://books.google.cat/books/about/There_s_music_in_these_walls.html?id=4g8OCCWk5SQC&redir_esc=y/Toronto: Dundurn Press, ISBN 978-1-55002-540-8
- 2007 Jan Rubes: A Man of Many Talents/Toronto: Dundurn Press, ISBN 978-1-55002-685-6